# Pierre-Levée
Pierre-Levée ist eine französische Gemeinde mit 474 Einwohnern (Stand: 1. Januar 2022) im Département Seine-et-Marne in der Region Île-de-France. Sie gehört zum Arrondissement Meaux und ist Teil des Kantons La Ferté-sous-Jouarre.
Die Einwohner werden Pierrelevéen(ne)s genannt.

## Geographie
Pierre-Levée liegt etwa zwölf Kilometer ostsüdöstlich von Meaux und etwa 55 Kilometer ostnordöstlich von Paris.

### Nachbargemeinden
Umgeben ist Pierre-Levée von den Gemeinden Saint-Jean-les-Deux-Jumeaux im Norden, Signy-Signets im Nordosten, Jouarre im Osten und Nordosten, Giremoutiers im Süden, La Haute-Maison im Westen und Südwesten sowie Villemareuil im Nordwesten.

## Bevölkerungsentwicklung
| Jahr      | 1962 | 1968 | 1975 | 1982 | 1990 | 1999 | 2006 | 2013 |
| Einwohner | 265  | 242  | 207  | 275  | 322  | 354  | 427  | 483  |

## Sehenswürdigkeiten

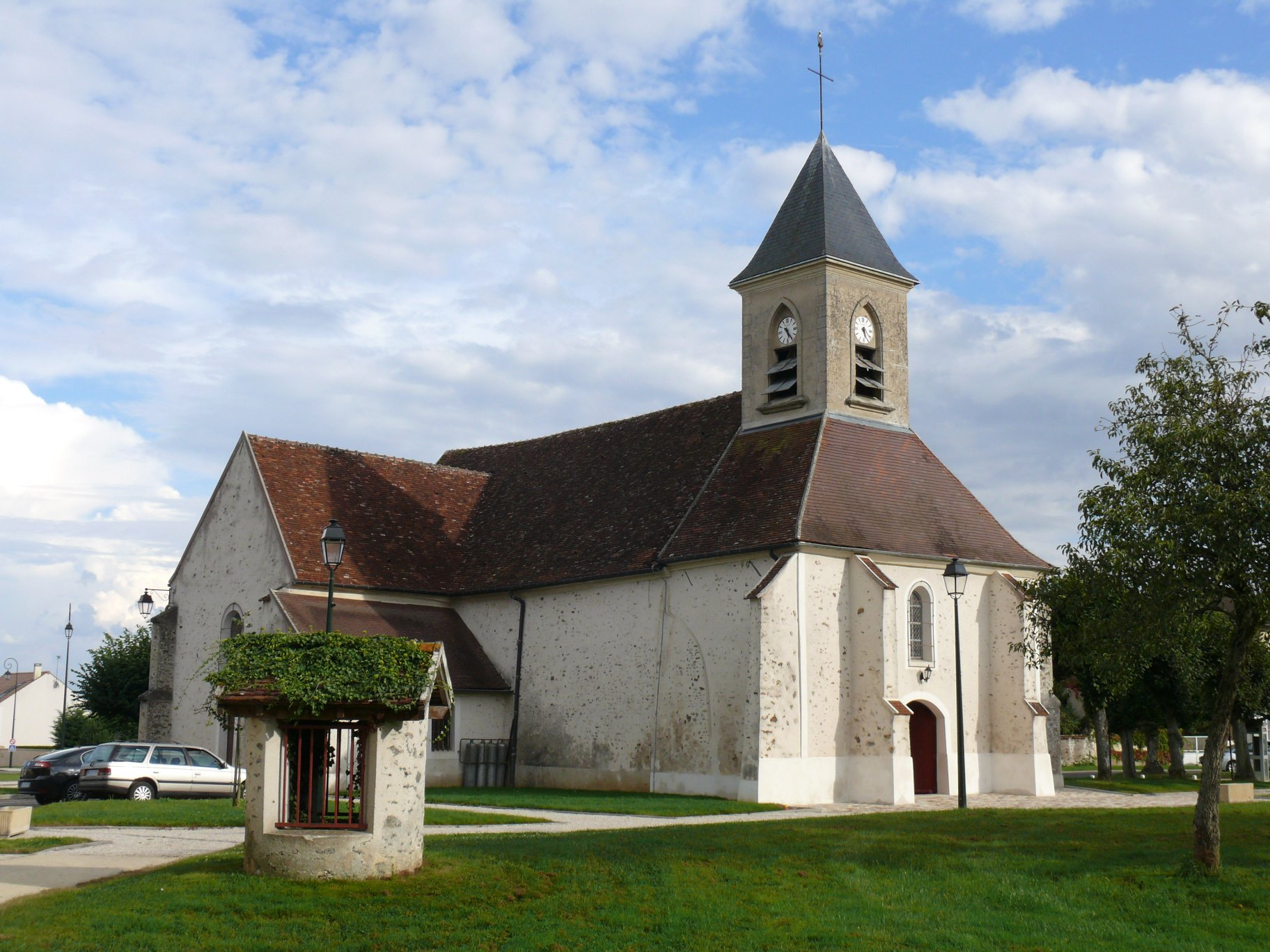
Kirche Saint-Claude
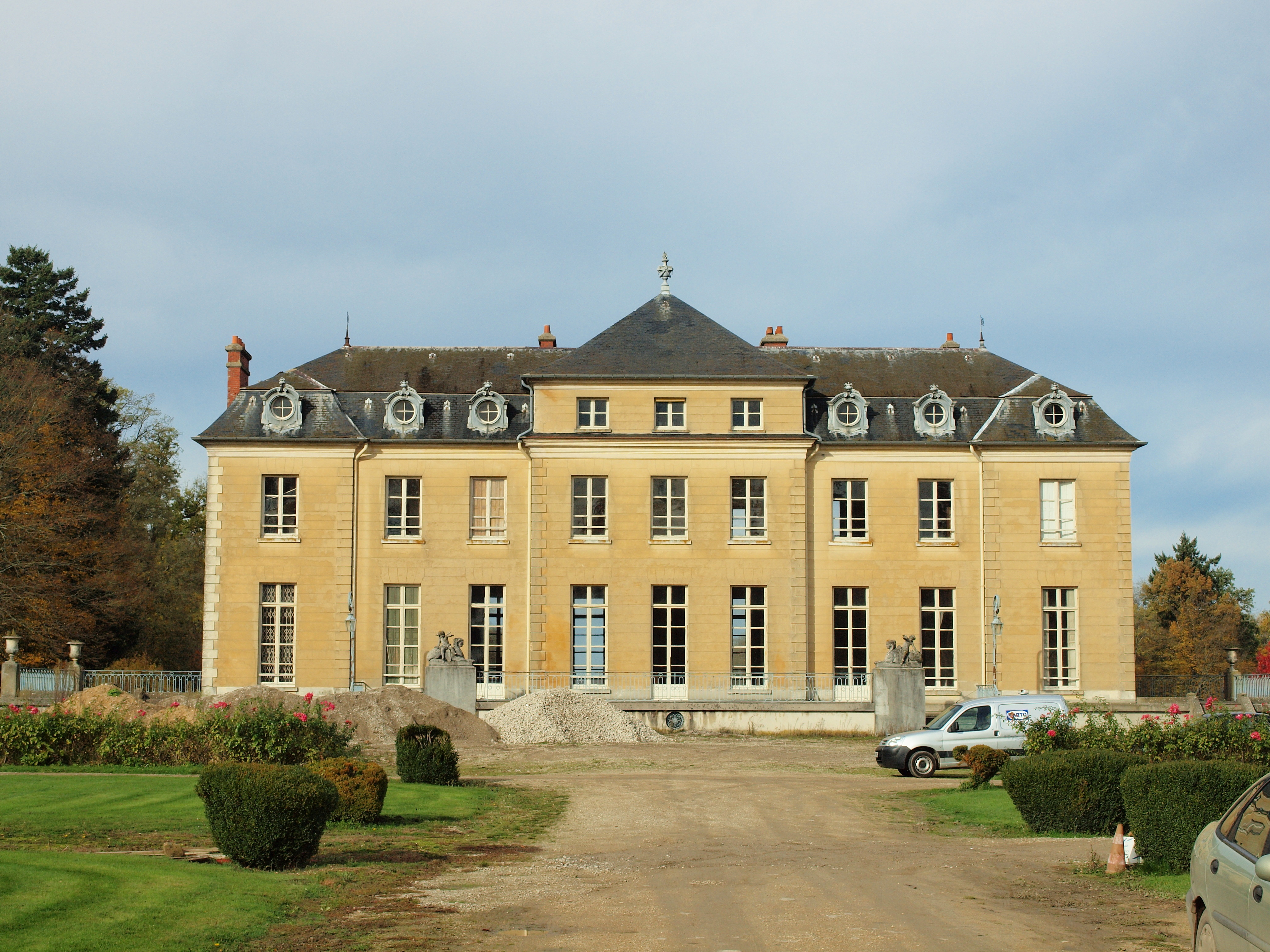
Schloss Montebise

- Kirche Saint-Claude
- Schloss Montebise